# Distretto di Biharamulo
Il distretto di Biharamulo è un distretto della Tanzania situato nella regione del Kagera. È suddiviso in 17 circoscrizioni (wards) e conta una popolazione di 457 114 abitanti (censimento 2022)..

## Suddivisione amministrativa
Il distretto è diviso nelle seguenti circoscrizioni (wards), tra parentesi gli abitanti (censimento 2022):
1. Biharamulo (27 432)
2. Bisibo (18 948)
3. Kabindi (35 733)
4. Kalenge (24 420)
5. Kaniha (23 230)
6. Katahoka (14 573)
7. Lusahunga (76 997)
8. Nemba (28 189)
9. Nyabusozi (27 786)
10. Nyakahura (58 483)
11. Nyamahanga (13 273)
12. Nyamigogo (18 610)
13. Nyantakara (20 812)
14. Nyanza (17 570)
15. Nyarubungo (16 475)
16. Runazi (20 517)
17. Ruziba (14 066)